# Dadiani György mingréliai herceg (1683–1765)
Dadiani György (Zugdidi, 1683 – Moszkva, 1765. június 12.) vagy grúz átírás szerint Giorgi Dadiani, grúzul: გიორგი დადიანი (სამეგრელო), mingrélül: გიორგი დადიანი (სამარგალო), oroszul: Георгий, Юрий Леванович/Егор Леонтьевич Дадиани/Дадианов, Mingrélia (Szamegrelo/Szamargalo/Odisi) hercege. A Dadiani-házból származott. amelynek magyar ága, a Dadányi család az öccsétől származott. IV. Sándornak, Imereti királyának a veje és (ifjabb) Bagrationi Tinatini mingréliai fejedelemné mostohafia.

## Élete

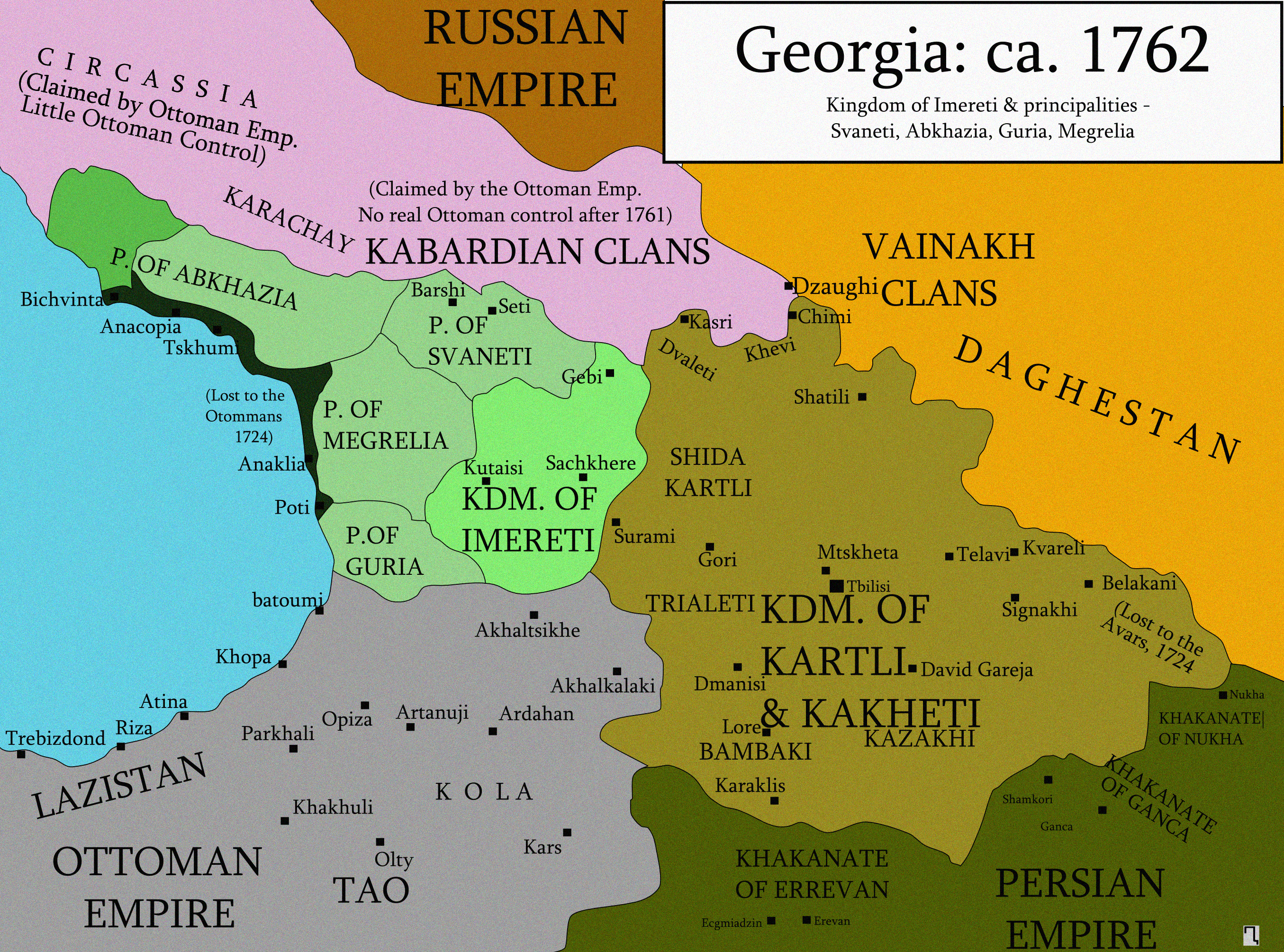
Mingrélia a XVIII. században.

A grúziai Mingrélia uralkodócsaládjának, a Dadiani-háznak a tagjaként IV. Leó mingréliai fejedelemnek egy ismeretlen nevű és származású ágyasától született házasságon kívüli fia volt.
IV. Leót (Levani) 1691-ben trónfosztották, aki az Oszmán Birodalomba menekült, és Konstantinápolyban halt meg 1694-ben vagy utána. A  felesége a Bagrationi-házból származó (ifjabb) Tinatini (1678–1725) hercegné, V. Bagratnak, Imereti királyának a lánya és (idősebb) Bagrationi Tinatini mingréliai fejedelemnének, IX. Leó mostphaanyjának az unokahúga volt, aki Nino nővér néven ortodox apáca lett, és Oroszországba menekült, ahol VI. Vahtang grúz királyhoz, II. Tamar grúz királynő apjához csatlakozott a száműzetésben, és Moszkvában halt meg 1725. augusztus 21-én vagy akörül.
IV. Leónak a gyermekei azonban egy kivétellel az ágyasaitól születtek, mint ahogy IV. Leó is házasságon kívül született gyermek volt. A nyolc fia közül heten különböző országokban, Oroszországban, Lengyelországban, Moldvában, illetve az Oszmán Birodalomban telepedtek le.
György 1698-ban az Orosz Birodalomban telepedett le, a nevét oroszosította: knyaz Georgij Jurij Levabovics/Jegor Leontyevics Dagyianyi (Dagyianov). Felesége Bagrationi Szopio (Szofja Alekszandrovna Imeretyinszkaja) (1691–1747), IV. (Bagrationi) Sándor imereti király lánya volt, akitől négy gyermeke született.
Öccse, Naum Giorgi Dadiani (1695–1758) nevű fia, aki már az apja halála után születhetett 1695-ben, Magyarországra került a bátyjával, Konstantini Dadiani herceggel együtt, és 1715. májusa előtt a Pozsony vármegyei Szentgyörgyön telepedett le, ahol Georgius Dadián néven vették jegyzékbe 1715 májusában és augusztusában. Magyarosított neve Dadányi Naum György lett. A felesége a szintén vele menekült Servasidze hercegnő volt, akitől három fia, György, Mihály és Miklós született, akik közül a két kisebb az apjuk halála (1758) után Lengyelországba ment, az idősebb György (1720–1774), aki 1720-ban jött a világra, viszont Magyarországon maradt, és Miskolcon halt meg 1774. július 24-én, a földi maradványait pedig a Mindszenti temetőben ortodox szertartással helyezték örök nyugalomra. Dadányi György fiai, Dadányi Naum Levan György (1756–1802) és idősebb Dadányi Konstantin (?–1785 körül) 1781/82-ben megvették a Temesvártól délnyugatra fekvő, akkor Torontál vármegyei Gyülvész települést, és ekkortól vették fel a nevükbe a gyülvészi jelzőt (gyülvészi Dadányi, Dadányi de Gyülvész). II. József 1784. január 30-án a Magyar Királyság nemeseinek a sorába emelte a gyülvészi Dadányi családot, és ezzel a grúz fejedelmi család magyar nemesi címet szerzett. Dadányi Naum Levan György másodszülött fia, ifjabb Dadányi Konstantin (1783–1854), Dadányi György (1893–1969) író dédapja magyar nemességét I. Ferenc magyar király 1800. június 28-án megerősítette.

## Gyermekei
- Feleségétől, Bagrationi Szopio (Szofja Alekszandrovna Imeretyinszkaja) (1691–1747) hercegnőtől, IV. (Bagrationi) Sándor imereti király lányátől, 4 gyermek
  - Miklós (1712–1752)
  - Péter (1716–1784), felesége Anna (1723–1780), 5 gyermek
  - Mihály (1724–1788)
  - Erzsébet